# Judith Gautier
Judith Gautier, född den 25 augusti 1845, död den 26 december 1917, var en fransk författare.  Hon var dotter till Théophile Gautier och en tid gift med Catulle Mendés.
Judith Gautier var särskilt intresserad av Bortre Orientens litteratur. Hon debuterade 1867 med Le livre de jade, bearbetningar av kinesisk poesi och utgav översättningar från japanskan, bland annat Poèmes de la libellulle (1885).
Judith Gautier har en krater på Venus uppkallad efter sig. 